# William Marshall (director)
William Marshall (12 de octubre de 1917-8 de junio de 1994) fue un cantante y líder de banda, además de actor, director y productor cinematográfico de nacionalidad estadounidense.

## Biografía
Nacido en Chicago, Illinois, fue cantante de la banda de Fred Waring, the "Pennsylvanians", antes de formar un grupo musical propio en el año 1937. 
Posteriormente, en 1940, se inició como actor cinematográfico en Hollywood. Tras haber estado contratado por Warner Bros hasta 1941, Marshall ingresó en la Fuerza Aérea de los Estados Unidos con el empleo de teniente piloto. Finalizada la Segunda Guerra Mundial, fue contratado por 20th Century Fox, participando entre 1945 y 1949, como actor y director, en un total de veinticuatro filmes.
Viajó a Europa en 1946, jugando un papel activo en la cinematografía del Viejo Continente. En 1949 se asoció con Errol Flynn para rodar una serie de filmes realizados en Europa. 
Marshall fundó en 1966 la compañía Motion Picture Studios, la cual tenía su sede en Jamaica.
En el año 1967 empezó a escribir The Deal, novela basada en sus experiencias cinematográficas en Europa y en Hollywood. Por el libro fue galardonado con el Critics Circle Award y el Editors Award. Intentó adaptarla al cine, sobre todo en Francia, aunque sin éxito.
Volvió a escribir en 1983, publicando La Sixième Saison, una narración autobiográfica que trataba su vida desde su llegada a Los Ángeles, su carrera en Hollywood, los cineastas con los que trató, sus películas, sus matrimonios y otros temas. El libro hubo de anular muchas de sus páginas por decisión judicial.
Marshall se casó en cuatro ocasiones. Su primera esposa, con la que se casó en 1942, fue la actriz francesa Michèle Morgan, con la que tuvo un hijo, Mike Marshall, también actor. La pareja se divorció en 1948.
En 1950 se casó con otra actriz francesa, Micheline Presle, teniendo ambos una hija, Tonie Marshall, actriz, directora y guionista. Se divorciaron en 1954.
Finalmente, en 1961, se casó con la actriz estadounidense Ginger Rogers, de la que se divorció en 1969. Su última esposa fue Corinne Aboyneau.
William Marshall falleció en Boulogne-Billancourt, París (Francia) en 1994.

## Filmografía

### Cine

#### Actor
- 1940 : Money and the Woman
- 1940 : Flowing Gold, de Alfred E. Green
- 1940 : City for Conquest, de Anatole Litvak
- 1940 : Knute Rockne, All American, de Lloyd Bacon
- 1940 : East of the River, de Alfred E. Green
- 1940 : Camino de Santa Fe, de Michael Curtiz
- 1942 : Flying with Music
- 1942 : Tomorrow We Live
- 1943 : Aerial Gunner
- 1943 : Mantrap
- 1943 : I Escaped from the Gestapo, de Harold Young
- 1943 : The Boy from Stalingrad
- 1944 : Cita en los cielos, de George Cukor
- 1944 : Belle of the Yukon, de William A. Seiter
- 1945 : State Fair, de Walter Lang
- 1946 : Murder in the Music-Hall, de John English
- 1946 : Earl Carroll Sketchbook
- 1946 : That Brennan girl
- 1947 : Calendar Girl, de John Whitesell
- 1947 : Blackmail
- 1951 : Hello God
- 1955 : Les Impures de Pierre Chevalier

#### Director
- 1951 : Hello God
- 1951 : The Adventures of Captain Fabian
- 1961 : The Phantom Planet

#### Productor
- 1951 : The Adventures of Captain Fabian
- 1964 : The Confession

### Televisión
Actor
- 1958 : Folio (serie TV)
- 1958 : Oh Boy (serie TV)